# Liste der Kulturdenkmale in Neusalza-Spremberg

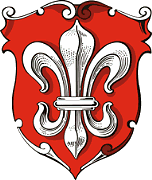
Wappen von Neusalza-Spremberg

In der Liste der Kulturdenkmale in Neusalza-Spremberg sind die Kulturdenkmale der sächsischen Stadt Neusalza-Spremberg verzeichnet, die bis September 2024 vom Landesamt für Denkmalpflege Sachsen erfasst wurden (ohne archäologische Kulturdenkmale). Die Anmerkungen sind zu beachten.
Diese Aufzählung ist eine Teilmenge der Liste der Kulturdenkmale im Landkreis Görlitz.

## In der gesamten Gemeinde
| Bild                                    | Bezeichnung                | Lage                                                                  | Datierung       | Beschreibung | ID       |
| --------------------------------------- | -------------------------- | --------------------------------------------------------------------- | --------------- | --- | -------- |
| Direkt Bild zu diesem Denkmal hochladen | Spreeufer (Sachgesamtheit) | (Spreeufer der Ortsteile Friedersdorf und Neusalza-Spremberg) (Karte) | 19. Jahrhundert | Sachgesamtheit Spreeufer: Alle Bereiche des in Naturstein gemauerten Spreeufers mit allen Treppenabgängen zur Spree, darunter die Einzeldenkmale im Ortsteil Friedersdorf vor Dorfstraße 19 und Dorfstraße 20 (siehe 09303950, ohne Anschrift, sowie 09303951), Grenzschänkstraße 7 (gegenüber) und Sachgesamtheitsbestandteil, Ortsteil Neusalza-Spremberg (09303954) | 09303949 |

## Liste der Kulturdenkmale in Neusalza-Spremberg
| Bild                                    | Bezeichnung | Lage                                                         | Datierung | Beschreibung | ID       |
| --------------------------------------- | --- | ------------------------------------------------------------ | --- | --- | -------- |
| Direkt Bild zu diesem Denkmal hochladen | Alle Bereiche des in Naturstein gemauerten Spreeufers mit allen Treppenabgängen zur Spree, Abschnitt Ortsteil Neusalza-Spremberg (Sachgesamtheitsbestandteil zu ID-Nr. 09303949)                             | (Spreeufer des Ortsteils Neusalza-Spremberg) (Karte)         | 19. Jahrhundert | Sachgesamtheitsbestandteil der Sachgesamtheit Spreeufer; siehe auch Einzeldenkmal 09303955 | 09303954 |
| Direkt Bild zu diesem Denkmal hochladen | Alle Bereiche des in Naturstein gemauerten Spreeufers mit allen Treppenabgängen zur Spree, dabei auch die gemauerte Einmündung und Bogendurchlass der Kothe in die Spree (Einzeldenkmale zu ID-Nr. 09303949) | (Spreeufer des Ortsteils Neusalza-Spremberg) (Karte)         | 19. Jahrhundert | Einzeldenkmale der Sachgesamtheit Spreeufer, Abschnitt Neusalza-Spremberg | 09303955 |
| Weitere Bilder                          | Empfangsgebäude des Bahnhofs | Am Bahnhof 3, 4 (Karte)                                      | Um 1890 | Eisenbahnstrecke Zittau – Bischofswerda; zwei große Giebelbauten mit eingeschossigem Verbinder mit kleinem Mittelgiebel, altes Kurbelwerk (Rarität), eisenbahngeschichtlich und technikgeschichtlich von Bedeutung | 08962601 |
| Direkt Bild zu diesem Denkmal hochladen | Wohnstallhaus und Scheune eines Dreiseithofes | Am Heidelberg 7 (Karte)                                      | 1. Hälfte 19. Jahrhundert, womöglich älter                                                                                    | Wohnstallhaus Obergeschoss Fachwerk verschiefert, Stallteil verbrettert, Scheune verbrettert, Strukturbestandteil des alten Waldhufendorfes, baugeschichtlich und wirtschaftsgeschichtlich von Bedeutung | 08962682 |
| Direkt Bild zu diesem Denkmal hochladen | Doppelwohnhaus | Am Hutzelberg 19 (Karte)                                     | 1920er Jahre | Holzkonstruktion, eingeschossig mit Drempel, im Ort singulär, bis ins Detail original erhalten, baugeschichtlich von Bedeutung | 08962652 |
| Direkt Bild zu diesem Denkmal hochladen | Wohnstallhaus, ohne Anbau | Am Spreepark 9 (Karte)                                       | Um 1800 | Obergeschoss teils Fachwerk, verbrettert, in der Konstruktion größtenteils erhalten, baugeschichtlich von Bedeutung | 08962657 |
| Direkt Bild zu diesem Denkmal hochladen | Wohnhaus | An der Spree 6 (Karte)                                       | 18. Jahrhundert | Obergeschoss Fachwerk verschiefert, Konstruktion erhalten, Beispiel für die ältere, noch erhaltene Generation von Holzbauweise, baugeschichtlich von Bedeutung | 08962698 |
| Direkt Bild zu diesem Denkmal hochladen | Bogenbrücke über die Spree | Bautzener Straße (Taubenheimer Weg) (Karte)                  | Bezeichnet mit 1833 | Granitblöcke, baugeschichtlich und technikgeschichtlich von Bedeutung | 08962685 |
|                                         | Wohnhaus in Ecklage, mit nördlichem Anbau | Bautzener Straße 2 (Karte)                                   | 1. Hälfte 18. Jahrhundert | Hauptbau Obergeschoss Fachwerk verbrettert mit hohem Satteldach, Anbau (Bäckerei) Obergeschoss Fachwerk zweifarbig verschiefert, dominiert den Obermarkt, baugeschichtlich und platzbildprägend von Bedeutung | 08962622 |
| Direkt Bild zu diesem Denkmal hochladen | Wohnhaus (Umgebinde) mit rückwärtig angebautem Flügel | Bautzener Straße 3 (Karte)                                   | Bezeichnet mit 1789 | Nach links an Nummer 1 angebaut, Obergeschoss Fachwerk, zweifarbig verschiefert, baugeschichtlich und straßenbildprägend von Bedeutung | 08962624 |
| Direkt Bild zu diesem Denkmal hochladen | Wohnhaus in halboffener Bebauung | Bautzener Straße 6 (Karte)                                   | 18. Jahrhundert | Obergeschoss Fachwerk verschiefert, mit Sonnenmotiven, Bestandteil der Kernbebauung, baugeschichtlich von Bedeutung | 08962626 |
| Direkt Bild zu diesem Denkmal hochladen | Wohnhaus | Bautzener Straße 12 (Karte)                                  | Um 1800 | Obergeschoss Fachwerk, teils verschiefert, teils verkleidet, baugeschichtlich von Bedeutung | 08962627 |
| Direkt Bild zu diesem Denkmal hochladen | Mietshaus in Ecklage | Bautzener Straße 15a (Karte)                                 | Bezeichnet mit 1904 | Aufwendige Fassadengestaltung durch unterschiedliche Putzstrukturen, zeittypisch, baugeschichtlich und städtebaulich von Bedeutung | 08962628 |
| Weitere Bilder                          | Pestalozzi-Schule | Bautzener Straße 17 (Karte)                                  | 1928 | Dominanter Schulbau mit expressionistischen Elementen, baugeschichtlich und ortsgeschichtlich von Bedeutung | 08962629 |
| Direkt Bild zu diesem Denkmal hochladen | Mietvilla, Nebengebäude, Garten und Einfriedung | Bautzener Straße 21 (Karte)                                  | 1902 | Putzbau mit Holzziergiebel, baugeschichtlich von Bedeutung | 08962630 |
| Direkt Bild zu diesem Denkmal hochladen | Westliches Seitengebäude und zwei Torpfeiler eines einstigen Dreiseithofes | Bautzener Straße 26 (Karte)                                  | 18. Jahrhundert | Obergeschoss Sichtfachwerk, Giebel verbrettert, Wohnhaus und östliches Nebengebäude Abbruch, baugeschichtlich und wirtschaftsgeschichtlich von Bedeutung | 08962679 |
| Direkt Bild zu diesem Denkmal hochladen | Wohnhaus (Umgebinde) mit integriertem Wirtschaftsteil | Bautzener Straße 33 (Karte)                                  | 1. Hälfte 19. Jahrhundert, womöglich älter                                                                                    | Eingeschossiges Doppelstubenhaus, baugeschichtlich und sozialgeschichtlich von Bedeutung | 08962693 |
|                                         | Wohnhaus (Umgebinde), Seitengebäude und Scheune eines Dreiseithofes | Bautzener Straße 35 (Karte)                                  | Türsturz bezeichnet mit 1829 (Bauernhaus); 2. Hälfte 19. Jahrhundert (Seitengebäude)                                          | Baugeschichtlich, wirtschaftsgeschichtlich und straßenbildprägend von Bedeutung | 08962691 |
| Direkt Bild zu diesem Denkmal hochladen | Wohnhaus (Umgebinde) | Bautzener Straße 36 (Karte)                                  | 19. Jahrhundert | Obergeschoss Fachwerk zweifarbig verschiefert, baugeschichtlich von Bedeutung | 08962695 |
| Direkt Bild zu diesem Denkmal hochladen | Gasthof Zum Posthorn (ehemals) mit angebauter seitlicher Toreinfahrt und winkliger Scheune | Bautzener Straße 40 (Karte)                                  | Um 1850 (Gasthof); Ende 19. Jahrhundert (Scheune)                                                                             | Gasthaus Obergeschoss Fachwerk, baugeschichtlich und ortsgeschichtlich von Bedeutung | 08962694 |
| Direkt Bild zu diesem Denkmal hochladen | Wohnhaus (Umgebinde) mit Oberlaube eines Dreiseithofes | Bautzener Straße 54 (Karte)                                  | 1. Hälfte 19. Jahrhundert | Wohnhaus Obergeschoss Fachwerk, baugeschichtlich und wirtschaftsgeschichtlich von Bedeutung | 08962692 |
| Direkt Bild zu diesem Denkmal hochladen | Wohnhaus (Umgebinde) | Bautzener Straße 57a (Karte)                                 | Um 1850 | Obergeschoss Fachwerk zweifarbig ornamental verschiefert, wahrscheinlich ehemaliges Ausgedinge, baugeschichtlich von Bedeutung | 08962709 |
| Direkt Bild zu diesem Denkmal hochladen | Wohnhaus (Umgebinde) eines Dreiseithofes | Bautzener Straße 60 (Karte)                                  | Um 1850 | Obergeschoss Fachwerk zweifarbig verschiefert, baugeschichtlich und straßenbildprägend von Bedeutung | 08962690 |
| Direkt Bild zu diesem Denkmal hochladen | Wohnhaus (Umgebinde) | Bautzener Straße 76 (Karte)                                  | 1. Hälfte 19. Jahrhundert | Eingeschossig, baugeschichtlich und sozialgeschichtlich von Bedeutung | 08962688 |
| Direkt Bild zu diesem Denkmal hochladen | Wohnhaus, Seitengebäude und Scheune eines Dreiseithofes | Bautzener Straße 82 (Karte)                                  | Türstock bezeichnet mit 1837                                                                                                  | Wohnhaus Obergeschoss Fachwerk verschiefert, Giebelseite ornamental verschiefert, baugeschichtlich und wirtschaftsgeschichtlich von Bedeutung | 08962689 |
| Direkt Bild zu diesem Denkmal hochladen | Wohnhaus (Umgebinde) | Bautzener Straße 86 (Karte)                                  | Um 1850 | Eingeschossig, baugeschichtlich und sozialgeschichtlich von Bedeutung | 08962686 |
| Direkt Bild zu diesem Denkmal hochladen | Straßenbrücke über die Eisenbahn | Bergstraße (Karte)                                           | Um 1875 | Einbogig aus Haustein, baugeschichtlich von Bedeutung | 08962603 |
| Direkt Bild zu diesem Denkmal hochladen | Feuerwehrhaus mit Gedenktafel für Gefallene des Ersten Weltkrieges | Bergstraße 4 (Karte)                                         | Nach 1900 (Feuerwache); nach 1918 (Gedenktafel)                                                                               | Gebäude mit vergleichsweise aufwendiger Putzgliederung, baugeschichtlich und ortsgeschichtlich von Bedeutung | 08962642 |
| Direkt Bild zu diesem Denkmal hochladen | Wohnhaus in halboffener Bebauung, mit seitlicher Eingangspforte | Friedrich-von-Salza-Straße 3 (Karte)                         | 18. Jahrhundert | Obergeschoss Fachwerk verputzt, Bestandteil der ältesten Generation der Kernbebauung, baugeschichtlich und städtebaulich von Bedeutung | 08962641 |
| Direkt Bild zu diesem Denkmal hochladen | Wohnhaus in halboffener Bebauung | Friedrich-von-Salza-Straße 8 (Karte)                         | Um oder vor 1700 | Obergeschoss Fachwerk straßenseitig verputzt, womöglich bauliches Zeugnis aus der Gründungszeit der Stadt, baugeschichtlich und städtebaulich von Bedeutung | 08962637 |
| Direkt Bild zu diesem Denkmal hochladen | Gasthaus Ratskeller mit Saalbau zur Bergstraße, in geschlossener Bebauung | Friedrich-von-Salza-Straße 11 (Karte)                        | 19. Jahrhundert, Kern älter                                                                                                   | Sich weit in die Tiefe erstreckender Baukörper mit Dachreiter, zweite Fassade an der Bergstraße, bildprägend durch Lage am Obermarkt, baugeschichtlich und ortsgeschichtlich von Bedeutung | 08962619 |
| Direkt Bild zu diesem Denkmal hochladen | Wohnstallhaus (Umgebinde) | Grenzstraße 14 (Karte)                                       | Um 1800 | Obergeschoss Fachwerk, regionaltypisch zweifarbig verschiefert, baugeschichtlich von Bedeutung | 08962699 |
| Direkt Bild zu diesem Denkmal hochladen | Wohnstallhaus und Scheune eines Bauernhofes | Grenzstraße 17 (Karte)                                       | Um 1800 | Wohnstallhaus Obergeschoss Fachwerk verschiefert, Scheune Holzkonstruktion, baugeschichtlich und wirtschaftsgeschichtlich von Bedeutung | 08962700 |
| Direkt Bild zu diesem Denkmal hochladen | Wohnhaus mit Laden in geschlossener Bebauung | Kirchstraße 1 (Karte)                                        | Um 1880 | Späthistoristische Fassade, prägt durch seine Ecklage an Markt und Kirchstraße den städtischen Kontext, baugeschichtlich und städtebaulich von Bedeutung | 08962610 |
| Direkt Bild zu diesem Denkmal hochladen | Wohnhaus in geschlossener Bebauung | Kirchstraße 3 (Karte)                                        | 18. Jahrhundert | Obergeschoss Fachwerk verschiefert, Strukturbestandteil der Ortsbebauung, weitgehend im ursprünglichen Aussehen erhalten, baugeschichtlich und städtebaulich von Bedeutung | 08962639 |
| Direkt Bild zu diesem Denkmal hochladen | Wohnhaus in geschlossener Bebauung | Kirchstraße 5 (Karte)                                        | 18. Jahrhundert | Obergeschoss Fachwerk zweifarbig verschiefert, Strukturbestandteil der Ortsbebauung, weitgehend im ursprünglichen Aussehen erhalten, baugeschichtlich und städtebaulich von Bedeutung | 08962640 |
| Direkt Bild zu diesem Denkmal hochladen | Wohnhaus in halboffener Bebauung | Kirchstraße 9 (Karte)                                        | Bezeichnet mit 1790 | Obergeschoss vermutlich ursprünglich Fachwerk, Giebelseite verbrettert, baugeschichtlich und städtebaulich von Bedeutung | 08962609 |
| Direkt Bild zu diesem Denkmal hochladen | Kirchschule | Kirchstraße 15 (Karte)                                       | Um 1840 | Heute Wohnhaus, Putzbau mit straßenseitigem Mittelrisalit, baugeschichtlich und ortsgeschichtlich von Bedeutung | 08962606 |
| Weitere Bilder                          | Dreifaltigkeitskirche und Kriegerdenkmal für die Gefallenen des Ersten Weltkrieges | Kirchstraße 15 (bei) (Karte)                                 | 1675–1679 (Kirche); um 1925 (Kriegerdenkmal)                                                                                  | Saalkirche mit eingezogenem, dreiseitig geschlossenem Chor, quadratischer Westturm mit achteckigem Abschluss und Haube, an der Ostseite Kriegerdenkmal Erster Weltkrieg, baugeschichtlich und ortsgeschichtlich von Bedeutung | 08962605 |
|                                         | Kriegerdenkmal für die Gefallenen des Deutsch-Französischen Krieges 1870/71 | Kirchstraße 15 (bei) (Karte)                                 | Nach 1871 | Denkmal über hohem Sockel mit bekrönenden Giebeln, kannelierte Säule mit Wappen, über der Säule sockelartiger Abschluss mit römischem Helm, ortsgeschichtlich von Bedeutung | 08962607 |
|                                         | Ehemaliges Amtsgericht, heute Rathaus | Kirchstraße 17 (Karte)                                       | Um 1880 | Breit angelegter Bau im Stil der Neorenaissance, baugeschichtlich und ortsgeschichtlich von Bedeutung | 08962625 |
| Direkt Bild zu diesem Denkmal hochladen | Gefängnis, heute Wohnhaus | Kirchstraße 19 (Karte)                                       | Um 1880 | Breit angelegter, klar gegliederter Bau im Stil der Neorenaissance, im Hof Reste der ehemaligen Gefängnismauer, baugeschichtlich und ortsgeschichtlich von Bedeutung | 08962650 |
| Direkt Bild zu diesem Denkmal hochladen | Mietvilla mit Remisengebäude | Kirchstraße 23 (Karte)                                       | Um 1890 | Villa mit späthistoristischer Putzfassade, baugeschichtlich von Bedeutung | 08962600 |
| Direkt Bild zu diesem Denkmal hochladen | Wohnhaus (Umgebinde) | Lammweg 3 (Karte)                                            | 2. Hälfte 19. Jahrhundert | Obergeschoss Fachwerk, baugeschichtlich von Bedeutung | 08962665 |
| Direkt Bild zu diesem Denkmal hochladen | Wohnhaus (Umgebinde) | Lammweg 7 (Karte)                                            | Um 1900 | Obergeschoss Fachwerk verschiefert, baugeschichtlich von Bedeutung | 08962664 |
|                                         | Friedhof Spremberg (Sachgesamtheit) | Lindenstraße (Karte)                                         | Frühes 19. Jahrhundert | Sachgesamtheit Friedhof Spremberg mit folgenden Einzeldenkmalen: Friedhofskapelle, sechs Grabmale, eine Grabanlage, sämtliche schmiedeeiserne Grabeinfriedungen und Friedhofstor (siehe Einzeldenkmal 08962604 unter gleicher Anschrift) sowie der Friedhof als Sachgesamtheitsteil; baugeschichtlich und ortsgeschichtlich von Bedeutung                            | 09303250 |
| Direkt Bild zu diesem Denkmal hochladen | Friedhofskapelle, sechs Grabmale, eine Grabanlage, sämtliche schmiedeeiserne Grabeinfriedungen und Friedhofstor (Einzeldenkmale zu ID-Nr. 09303250)                                                          | Lindenstraße (Karte)                                         | 1. Hälfte 19. Jahrhundert (Grabmal und Grabanlage); um 1900 (schmiedeeiserne Grabeinfriedungen); nach 1900 (Friedhofskapelle) | Einzeldenkmale der Sachgesamtheit Friedhof Spremberg; baugeschichtlich und ortsgeschichtlich von Bedeutung | 08962604 |
| Direkt Bild zu diesem Denkmal hochladen | Straßenbrücke über die Eisenbahn | Lindenstraße (Karte)                                         | Um 1875 | Einbogig aus Haustein, baugeschichtlich und technikgeschichtlich von Bedeutung | 08962602 |
| Direkt Bild zu diesem Denkmal hochladen | Wohnhaus (Umgebinde) | Lindenstraße 1 (Karte)                                       | Um 1800 | Doppelstubenhaus, Obergeschoss Fachwerk, straßenseitig zweifarbig ornamental verschiefert, baugeschichtlich von Bedeutung | 08962608 |
| Direkt Bild zu diesem Denkmal hochladen | Straßenbrücke | Löbauer Straße (100 m westlich von Kreuzung mit B96) (Karte) | Bezeichnet mit 1843 | Einbogig aus Haustein, baugeschichtlich und technikgeschichtlich von Bedeutung | 08962658 |
| Direkt Bild zu diesem Denkmal hochladen | Wohnhaus in halboffener Bebauung | Niedermarkt 3 (Karte)                                        | 18. Jahrhundert, womöglich älter                                                                                              | Obergeschoss Fachwerk, verputzt, sehr alter Baukörper und Dachstuhl, baugeschichtlich von Bedeutung | 08962631 |
| Direkt Bild zu diesem Denkmal hochladen | Wohnhaus (Umgebinde) | Niedermarkt 5 (Karte)                                        | Um 1800, Kern womöglich älter                                                                                                 | Doppelstubenhaus, Obergeschoss Fachwerk verbrettert, teils zweifarbig, einziges vollständig im ursprünglichen Aussehen erhaltenes Beispiel von Holzbauweise am Untermarkt, baugeschichtlich und platzbildprägend von Bedeutung | 08962632 |
| Direkt Bild zu diesem Denkmal hochladen | Wohnhaus in halboffener Bebauung | Niedermarkt 6 (Karte)                                        | 18. Jahrhundert | Obergeschoss Fachwerk verputzt, Konstruktion im Wesentlichen erhalten, wichtiger Strukturbestandteil der Niedermarktbebauung, baugeschichtlich von Bedeutung | 08962649 |
| Direkt Bild zu diesem Denkmal hochladen | Wohnstallhaus | Niedermarkt 10 (Karte)                                       | Um 1700 | Giebelständig zum Niedermarkt, Obergeschoss Fachwerk, verschalt, hinterer Teil verbrettert, strukturprägend, gehört zur ältesten Generation der Kernbebauung, baugeschichtlich von Bedeutung | 08962651 |
| Direkt Bild zu diesem Denkmal hochladen | Wohnhaus in geschlossener Bebauung | Obermarkt 1 (Karte)                                          | Um 1890 | Späthistoristische Fassade, markantes zentrales Dachhaus, mit den Häusern Obermarkt 2, 3 und 4 Teil eines städteplanerischen Konzeptes, prägt das Marktbild entscheidend mit, baugeschichtlich und städtebaulich von Bedeutung | 08962615 |
| Direkt Bild zu diesem Denkmal hochladen | Wohnhaus in geschlossener Bebauung | Obermarkt 2 (Karte)                                          | Um 1890 | Späthistoristische Fassade, markantes zentrales Dachhaus, mit den Häusern Obermarkt 1, 3 und 4 Teil eines städteplanerischen Konzeptes, prägt das Marktbild entscheidend mit, baugeschichtlich und städtebaulich von Bedeutung | 08962616 |
| Direkt Bild zu diesem Denkmal hochladen | Wohnhaus in geschlossener Bebauung | Obermarkt 3 (Karte)                                          | Bezeichnet mit 1889 | Späthistoristische Fassade, markantes zentrales Dachhaus, mit den Häusern Obermarkt 1,2 und 4 Teil eines städteplanerischen Konzeptes, prägt das Marktbild entscheidend mit, baugeschichtlich und städtebaulich von Bedeutung | 08962617 |
| Direkt Bild zu diesem Denkmal hochladen | Wohnhaus in geschlossener Bebauung | Obermarkt 4 (Karte)                                          | Um 1890 | Späthistoristische Fassade, markantes zentrales Dachhaus, mit den Häusern Obermarkt 1, 2 und 3 Teil eines städteplanerischen Konzeptes, prägt das Marktbild entscheidend mit, baugeschichtlich und städtebaulich von Bedeutung | 08962618 |
| Direkt Bild zu diesem Denkmal hochladen | Wohnhaus in geschlossener Bebauung | Obermarkt 5 (Karte)                                          | Bezeichnet mit 1714 | Ehemaliges Faktorenhaus, Relikt früherer Platzbebauung, baugeschichtlich von Bedeutung | 08962612 |
| Direkt Bild zu diesem Denkmal hochladen | Gewerbegebäude | Obermarkt 10 (hinter) (Karte)                                | 2. Hälfte 19. Jahrhundert | Ehemals Werkstatt, eines der wenigen erhaltenen Zeugnisse für Hinterhof-Handwerksbetriebe, sozialgeschichtlich von Bedeutung | 08962638 |
|                                         | Apotheke mit Relief und Nischenfigur | Obermarkt 12 (Karte)                                         | Bezeichnet mit 1942, im Kern vermutlich älter (Apotheke); 1942 (Relief)                                                       | Massives Gebäude, seltenes Beispiel für Bautätigkeit während des Zweiten Weltkriegs, baugeschichtlich und ortsgeschichtlich von Bedeutung | 08962621 |
| Direkt Bild zu diesem Denkmal hochladen | Wohnhaus (Umgebinde) mit Laden | Obermarkt 13 (Karte)                                         | Bezeichnet mit 1803, Kern wahrscheinlich älter                                                                                | Obergeschoss Fachwerk, Giebel verschiefert, mit Sonnenmotiv, einziges im ursprünglichen Aussehen erhaltenes Fachwerkhaus des Obermarktes, baugeschichtlich und platzbildprägend von Bedeutung | 08962620 |
| Direkt Bild zu diesem Denkmal hochladen | Wohnhaus | Rosenstraße 1 (Karte)                                        | 2. Hälfte 19. Jahrhundert | Historistische Fassade, baugeschichtlich und städtebaulich von Bedeutung | 08962711 |
| Direkt Bild zu diesem Denkmal hochladen | Wohnhaus (Umgebinde) mit integriertem Wirtschaftsteil, ohne Anbau | Rumburger Straße 14 (Karte)                                  | 18. Jahrhundert | Doppelstubenhaus, Obergeschoss Fachwerk verschiefert, Giebelseite zweifarbig und mit Sonnenmotiv, ehemaliger Gasthof, baugeschichtlich und straßenbildprägend von Bedeutung | 08962613 |
| Direkt Bild zu diesem Denkmal hochladen | Molkerei | Schützenstraße 1 (Karte)                                     | Vor 1800 | Breit gelagerter Putzbau, baugeschichtlich und straßenbildprägend von Bedeutung | 08962635 |
| Direkt Bild zu diesem Denkmal hochladen | Wohnhaus | Schützenstraße 6 (Karte)                                     | Um 1850 | Obergeschoss Fachwerk zweifarbig verschiefert, baugeschichtlich von Bedeutung | 08962646 |
| Direkt Bild zu diesem Denkmal hochladen | Wohnhaus mit rückseitiger Oberlaube, nach links in geschlossener Bebauung | Schützenstraße 7 (Karte)                                     | Um 1800, vielleicht älter | Obergeschoss Fachwerk, straßenseitig verschiefert, baugeschichtlich von Bedeutung | 08962647 |
| Direkt Bild zu diesem Denkmal hochladen | Wohnhaus in geschlossener Bebauung | Schützenstraße 21 (Karte)                                    | Um 1850 | Obergeschoss Fachwerk aufwendig ornamental verschiefert, baugeschichtlich von Bedeutung | 08962645 |
| Direkt Bild zu diesem Denkmal hochladen | Wohnhaus (Umgebinde) und Nebengebäude | Schützenstraße 27 (Karte)                                    | 1. Hälfte 19. Jahrhundert | Wohnhaus Obergeschoss Fachwerk zweifarbig verschiefert, hölzernes Nebengebäude mit starkem Dachüberstand, in dem Straßenzug eines der wenigen erhaltenen Beispiele der Holzbauweise, baugeschichtlich und straßenbildprägend von Bedeutung | 08962644 |
| Direkt Bild zu diesem Denkmal hochladen | Villa mit Einfriedung | Sonnebergstraße 4 (Karte)                                    | 1910er Jahre | Klinkerbau mit Einfluss des Reformgedankens, Einfriedung Granitpfeiler, baugeschichtlich von Bedeutung | 08962710 |
| Direkt Bild zu diesem Denkmal hochladen | Gasthaus Spreeklause | Spreeufer 2 (Karte)                                          | 1. Hälfte 19. Jahrhundert | Obergeschoss Fachwerk ornamental verschiefert, baugeschichtlich und straßenbildprägend von Bedeutung | 08962654 |
| Direkt Bild zu diesem Denkmal hochladen | Wohnhaus (Umgebinde) mit winklig angebautem Seitenflügel | Talstraße 1, 3 (Karte)                                       | Bezeichnet mit 1819 | Wohnhaus (Nr. 1) und Seitenflügel (Nr. 3) Obergeschosse Fachwerk verkleidet, in der Konstruktion weitgehend erhalten, baugeschichtlich und straßenbildprägend von Bedeutung | 08962667 |
| Direkt Bild zu diesem Denkmal hochladen | Wohnhaus (Umgebinde) | Talstraße 5 (Karte)                                          | Um 1800 | Eingeschossig, baugeschichtlich und sozialgeschichtlich von Bedeutung | 08962666 |
| Direkt Bild zu diesem Denkmal hochladen | Fabrikantenvilla mit Toreinfahrtspfeilern und Villengarten | Talstraße 10 (Karte)                                         | Zwischen 1905 und 1910 | Villa mit Anklängen an den Heimatstil, Zierfachwerk im Dachbereich, baugeschichtlich und gartenkünstlerisch von Bedeutung | 08962669 |
| Direkt Bild zu diesem Denkmal hochladen | Wohnhaus (Umgebinde) | Talstraße 11 (Karte)                                         | laut Auskunft 1791, womöglich etwas älter                                                                                     | Eingeschossig, weitgehend im ursprünglichen Aussehen erhalten, baugeschichtlich und sozialgeschichtlich von Bedeutung | 08962676 |
| Direkt Bild zu diesem Denkmal hochladen | Wohnhaus | Talstraße 13 (Karte)                                         | laut Auskunft 1900 | Putzbau mit übergiebeltem Mittelrisalit, mit Anklängen an den Schweizerstil, baugeschichtlich von Bedeutung | 08962675 |
| Direkt Bild zu diesem Denkmal hochladen | Wohnstallhaus mit Vorlaube und Einfriedung | Talstraße 17 (Karte)                                         | Verschieferung bezeichnet mit 1871; spätere Umbauten?                                                                         | Putzbau mit dominantem ausgebauten Mansarddach, im Ort singulär, baugeschichtlich und straßenbildprägend von Bedeutung | 08962697 |
| Direkt Bild zu diesem Denkmal hochladen | Wohnhaus (Umgebinde) mit integriertem Wirtschaftsteil | Talstraße 21 (Karte)                                         | 1. Hälfte 19. Jahrhundert, womöglich älter                                                                                    | Eingeschossig, weitgehend im ursprünglichen Aussehen erhalten, baugeschichtlich und sozialgeschichtlich von Bedeutung | 08962673 |
| Direkt Bild zu diesem Denkmal hochladen | Wohnhaus mit Vorlaube | Talstraße 22 (Karte)                                         | Türstock bezeichnet mit 1799; 1920er Jahre (Vorlaube)                                                                         | Obergeschoss Fachwerk verschiefert, Giebelseite mit Sonnenmotiv aufwendig verschiefert, baugeschichtlich von Bedeutung | 08962668 |
| Direkt Bild zu diesem Denkmal hochladen | Wohnstallhaus (Umgebinde) | Talstraße 26 (Karte)                                         | 1. Hälfte 19. Jahrhundert | Obergeschoss Fachwerk teils verbrettert, baugeschichtlich von Bedeutung | 08962670 |
| Direkt Bild zu diesem Denkmal hochladen | Wohnstallhaus (Umgebinde) | Talstraße 30 (Karte)                                         | Um 1850 | Obergeschoss Fachwerk verbrettert und verschiefert, weitgehend im ursprünglichen Aussehen erhalten, bemerkenswert der hölzerne Türstock, baugeschichtlich von Bedeutung | 08962671 |
| Direkt Bild zu diesem Denkmal hochladen | Wohnstallhaus, ohne Anbau | Talstraße 33 (Karte)                                         | Um 1900, Kern älter | Obergeschoss Fachwerk zweifarbig verschiefert, baugeschichtlich von Bedeutung | 08962678 |
| Direkt Bild zu diesem Denkmal hochladen | Wohnhaus (Umgebinde) | Talstraße 44 (Karte)                                         | Türstock bezeichnet mit 1877                                                                                                  | Obergeschoss Fachwerk verschalt, baugeschichtlich von Bedeutung, bildprägend durch Hanglage | 08962674 |
| Direkt Bild zu diesem Denkmal hochladen | Wohnhaus (Umgebinde) und Seitengebäude | Talstraße 60 (Karte)                                         | 2. Hälfte 19. Jahrhundert | Beide Gebäude Obergeschoss Fachwerk verschiefert, baugeschichtlich und straßenbildprägend von Bedeutung | 08962672 |
| Direkt Bild zu diesem Denkmal hochladen | Wohnhaus mit Oberlaube | Talstraße 62 (Karte)                                         | Um 1850, Kern wahrscheinlich älter                                                                                            | Obergeschoss Fachwerk ornamental verschiefert, baugeschichtlich von Bedeutung | 08962677 |
| Direkt Bild zu diesem Denkmal hochladen | Wohnhaus (Umgebinde) mit integriertem Wirtschaftsteil | Talstraße 104 (Karte)                                        | 1. Hälfte 19. Jahrhundert | Eingeschossig, ehemaliges Doppelstubenhaus, baugeschichtlich und sozialgeschichtlich von Bedeutung | 08962681 |
| Direkt Bild zu diesem Denkmal hochladen | Wohnhaus (Umgebinde) | Talstraße 118 (Karte)                                        | 18. Jahrhundert | Eingeschossig, baugeschichtlich und sozialgeschichtlich von Bedeutung | 08962687 |
| Weitere Bilder                          | Mühlengebäude der Niedermühle auf Hakengrundriss | Taubenheimer Weg 1 (Karte)                                   | Um 1900 | Heute Wohnhaus, Obergeschoss Fachwerk ornamental verschiefert, im ursprünglichen Aussehen erhalten, baugeschichtlich und ortsgeschichtlich von Bedeutung | 08962684 |
| Direkt Bild zu diesem Denkmal hochladen | Wohnstallhaus, Seitengebäude und Scheune eines Dreiseithofes sowie Stützmauer (Rotes Gut) | Taubenheimer Weg 2 (Karte)                                   | Um 1900 | Wohnstallhaus und Seitengebäude Klinker, Scheune Naturstein, Stützmauer entlang des Taubenheimer Weges aus Bruchstein, baugeschichtlich und wirtschaftsgeschichtlich von Bedeutung | 08962683 |
| Direkt Bild zu diesem Denkmal hochladen | Wohnhaus (Umgebinde) mit integriertem Wirtschaftsteil | Taubenheimer Weg 5 (Karte)                                   | 1. Hälfte 19. Jahrhundert | Eingeschossig, baugeschichtlich und sozialgeschichtlich von Bedeutung | 08962707 |
| Direkt Bild zu diesem Denkmal hochladen | Wohnhaus (Umgebinde) | Taubenheimer Weg 6 (Karte)                                   | 1. Hälfte 19. Jahrhundert | Eingeschossig, Giebel ornamental verschiefert, mit hölzernem Eingangsteil, baugeschichtlich und sozialgeschichtlich von Bedeutung | 08962708 |
| Direkt Bild zu diesem Denkmal hochladen | Wohnhaus (Umgebinde) und Seitengebäude | Taubenheimer Weg 10 (Karte)                                  | Um 1800 | Wohnhaus Obergeschoss und Giebel Fachwerk, zweifarbig verschiefert, Seitengebäude teils aus Holz, teils aus Stein, baugeschichtlich und wirtschaftsgeschichtlich von Bedeutung | 08962706 |
| Direkt Bild zu diesem Denkmal hochladen | Wohnhaus (Umgebinde) mit Vorlaube | Taubenheimer Weg 11 (Karte)                                  | 1. Hälfte 19. Jahrhundert | Eingeschossig, bau- und sozialgeschichtlich von Bedeutung. Zwischen 2020 und 2023 abgerissen. | 08962701 |
| Direkt Bild zu diesem Denkmal hochladen | Wohnhaus (Umgebinde) | Taubenheimer Weg 12 (Karte)                                  | 1. Hälfte 19. Jahrhundert | Eingeschossig, baugeschichtlich und sozialgeschichtlich von Bedeutung | 08962705 |
| Direkt Bild zu diesem Denkmal hochladen | Wohnhaus (Umgebinde) | Taubenheimer Weg 13 (Karte)                                  | 1. Hälfte 19. Jahrhundert | Eingeschossig, baugeschichtlich und sozialgeschichtlich von Bedeutung | 08962702 |
| Direkt Bild zu diesem Denkmal hochladen | Wohnhaus (Umgebinde) | Taubenheimer Weg 14 (Karte)                                  | Um 1850 | Eingeschossig, baugeschichtlich und sozialgeschichtlich von Bedeutung | 08962703 |
| Direkt Bild zu diesem Denkmal hochladen | Gedenktafel für Brückenbau | Zittauer Straße (Karte)                                      | Bezeichnet mit 1835 | Ortsgeschichtlich von Bedeutung | 08962655 |
| Direkt Bild zu diesem Denkmal hochladen | Wohnhaus (Umgebinde) mit Stützmauer und Einfriedung | Zittauer Straße 1 (Karte)                                    | 1. Hälfte 19. Jahrhundert | Obergeschoss Fachwerk verschiefert, Stützmauer aus scharriertem Bruchstein, schmiedeeiserne Einfriedung, im ursprünglichen Aussehen weitgehend erhalten, baugeschichtlich von Bedeutung | 08962633 |
| Direkt Bild zu diesem Denkmal hochladen | Presshaus (Weinpresse) | Zittauer Straße 7 (Karte)                                    | 2. Hälfte 19. Jahrhundert | Kleiner massiver Bau mit Bruchsteinsockel, zum ehemaligen Pinkertschen Haus gehörig, technikgeschichtlich von Bedeutung | 08962611 |
|                                         | Pfarrhaus | Zittauer Straße 11 (Karte)                                   | Bezeichnet mit 1727 | Stattlicher Baukörper mit markantem Mansardwalmdach, baugeschichtlich und ortsgeschichtlich von Bedeutung | 08962634 |
| Weitere Bilder                          | Evangelische Pfarrkirche Spremberg (Sachgesamtheit) | Zittauer Straße 11 (hinter) (Karte)                          | 17. Jahrhundert | Sachgesamtheit Evangelische Pfarrkirche Spremberg mit folgenden Einzeldenkmalen: Kirche, fünf Grabmale an der äußeren Kirchenwand, Denkmal für die Gefallenen des Ersten Weltkrieges und Einfriedungsmauer (siehe Einzeldenkmale gleiche Anschrift – Obj. 08962696) sowie der Kirchhof als Sachgesamtheitsteil; baugeschichtlich und ortsgeschichtlich von Bedeutung | 09303245 |
| Weitere Bilder                          | Kirche, fünf Grabmale an der äußeren Kirchenwand, Denkmal für die Gefallenen des Ersten Weltkrieges und Einfriedungsmauer (Einzeldenkmale zu ID-Nr. 09303245)                                                | Zittauer Straße 11 (hinter) (Karte)                          | Seit 13. Jahrhundert (Kirche); nach 1918 (Kriegerdenkmal)                                                                     | Einzeldenkmale der Sachgesamtheit Evangelische Pfarrkirche Spremberg; verputzte Bruchsteinkirche mit eingezogenem Chor und Satteldach, baugeschichtlich, künstlerisch und ortsgeschichtlich von Bedeutung | 08962696 |
| Direkt Bild zu diesem Denkmal hochladen | Wohnhaus, ehemaliges Kantorat | Zittauer Straße 13 (Karte)                                   | Um 1850 | Putzbau, prägt die Situation um die Kirche, baugeschichtlich und ortsgeschichtlich von Bedeutung | 08962653 |
|                                         | Wohnhaus (Umgebinde), ohne Anbau | Zittauer Straße 27 (Karte)                                   | 1870/1899 | Obergeschoss Fachwerk, zweifarbig verschiefert, zum Teil ornamental, baugeschichtlich und straßenbildprägend von Bedeutung | 08962662 |
|                                         | Wohnhaus (Umgebinde) und Stützmauer | Zittauer Straße 29 (Karte)                                   | Um 1850 | Eingeschossig, baugeschichtlich und sozialgeschichtlich von Bedeutung | 08962661 |
|                                         | Wohnhaus (Umgebinde), ohne Anbau | Zittauer Straße 30 (Karte)                                   | Um 1850 | Obergeschoss Fachwerk, zweifarbig verschiefert, zum Teil ornamental, baugeschichtlich und straßenbildprägend von Bedeutung | 08962656 |
| Weitere Bilder                          | Wohnhaus (Umgebinde) mit Oberlaube und winkligem Seitenflügel (Umgebinde) sowie Stützmauer (Reiterhaus) | Zittauer Straße 37 (Karte)                                   | Vor 1660 | Umgebindehaus Obergeschoss Fachwerk (Andreaskreuze), Seitenflügel Umgebinde im Obergeschoss, Strohdeckung, eines der bekanntesten und ältesten Umgebindehäuser der Oberlausitz, baugeschichtlich, hausgeschichtlich und ortsgeschichtlich von Bedeutung | 08962660 |
| Direkt Bild zu diesem Denkmal hochladen | Wohnhaus (Umgebinde) | Zittauer Straße 42 (Karte)                                   | 1. Hälfte 19. Jahrhundert | Eingeschossig, in der Konstruktion weitgehend erhalten, baugeschichtlich und sozialgeschichtlich von Bedeutung | 08962663 |

### Streichungen von der Denkmalliste (Neusalza-Spremberg)
| Bild                                    | Bezeichnung          | Lage                        | Datierung                 | Beschreibung | ID       |
| --------------------------------------- | -------------------- | --------------------------- | ------------------------- | --- | -------- |
| Direkt Bild zu diesem Denkmal hochladen | Wohnhaus             | Bautzener Straße 1 (Karte)  | 1. Hälfte 19. Jahrhundert | Nach rechts an Nummer 3 angebaut, Obergeschoss Fachwerk verbrettert, baugeschichtlich von Bedeutung. Zwischen 2020 und 2024 abgerissen.                 | 08962623 |
| Direkt Bild zu diesem Denkmal hochladen | Wohnhaus (Umgebinde) | Rumburger Straße 20 (Karte) | Vor 1800                  | Eingeschossig, Eingangsbereich Fachwerk, Giebel zweifarbig verschiefert, bau- und sozialgeschichtlich von Bedeutung. Zwischen 2016 und 2018 abgerissen. | 08962614 |
| Direkt Bild zu diesem Denkmal hochladen | Wohnhaus             | Talstraße 84 (Karte)        | 2. Hälfte 19. Jahrhundert | Obergeschoss Fachwerk zweifarbig verschiefert, baugeschichtlich von Bedeutung, bildprägend durch Hanglage; nach 2014 von der Denkmalliste gestrichen    | 08962680 |

## Liste der Kulturdenkmale inFriedersdorf
| Bild                                    | Bezeichnung | Lage                                                            | Datierung | Beschreibung | ID       |
| --------------------------------------- | --- | --------------------------------------------------------------- | --- | --- | -------- |
| Direkt Bild zu diesem Denkmal hochladen | Gedenkstein | (etwa 200 m südwestlich vom Schloss) (Karte)                    | Um 1800 | Für Juliane Eleonore Henriette von Leubnitz, geborene von Schlieben, Sandstein-Obelisk auf Postament, künstlerisch und ortsgeschichtlich von Bedeutung | 08962498 |
| Direkt Bild zu diesem Denkmal hochladen | Gemauertes Spreeufer mit allen Treppenabgängen zur Spree, darunter die vor Dorfstraße 19 und Dorfstraße 20 (Einzeldenkmale zu ID-Nr. 09303949) | (Spreeufer Ortsteil Friedersdorf) (Karte)                       | 19. Jahrhundert | Einzeldenkmale der Sachgesamtheit Spreeufer im Ortsteil Friedersdorf | 09303950 |
| Direkt Bild zu diesem Denkmal hochladen | Wohnhaus (Umgebinde) | Am Gemeindeberg 3 (Karte)                                       | Um 1850 | Eingeschossig, baugeschichtlich und sozialgeschichtlich von Bedeutung | 08962490 |
| Direkt Bild zu diesem Denkmal hochladen | Gaststätte mit Hauptbau mit Blockhaus „Zum Waldfrieden“ und Holzlaube | Am Hempel 13 (Karte)                                            | 1906 (Blockhaus); 1929 (Gartenlaube); 1969 Anbau (Hauptbau) | Blockhaus 1906 von den Betreibern von Urbans Gasthof (Am Hempel 9) als „Blockhaus zum Waldfrieden“ errichtet, 1956 und 1970 hier großer Bau (Hauptbau) angebaut, Holzlaube vorn rechts (südöstlich) 1929 als Werkzeuglager gebaut, Blockhaus und Laube eingeschossig, symmetrisch mit dreieckig übergiebeltem Eingang in der Mitte der Langseite, Blockhaus Fichtenstämme, Hauptbau ein später Vertreter des Heimatstils, bau- und ortsgeschichtlich von Bedeutung | 09306495 |
| Weitere Bilder                          | Wohnhaus (ehemalige Thomasmühle) | Am Niederen Mühlgraben 4 (Karte)                                | Um 1900 | Obergeschoss Fachwerk, zweifarbig verschiefert, baugeschichtlich von Bedeutung | 08962494 |
| Direkt Bild zu diesem Denkmal hochladen | Wohnhaus (Umgebinde) | Am Niederen Spreelauf 4 (Karte)                                 | Um 1800 | Eingeschossig, baugeschichtlich und sozialgeschichtlich von Bedeutung, auenbildprägend | 08962510 |
| Direkt Bild zu diesem Denkmal hochladen | Wohnhaus (Umgebinde) | Am Niederen Spreelauf 10 (Karte)                                | 1. Hälfte 19. Jahrhundert | Eingeschossig, baugeschichtlich und sozialgeschichtlich von Bedeutung, auenbildprägend | 08962508 |
| Direkt Bild zu diesem Denkmal hochladen | Bogenbrücke über die Spree | Am Niederen Spreelauf 13 (gegenüber) (Karte)                    | 1888 | Baugeschichtlich und technikgeschichtlich von Bedeutung | 08962569 |
| Direkt Bild zu diesem Denkmal hochladen | Wohnhaus (Umgebinde) | Am Oberen Spreelauf 5 (Karte)                                   | 1. Hälfte 19. Jahrhundert | Eingeschossig, baugeschichtlich und sozialgeschichtlich von Bedeutung | 09303703 |
| Direkt Bild zu diesem Denkmal hochladen | Wohnhaus (Umgebinde) | Am Oberen Spreelauf 6 (Karte)                                   | 1. Hälfte 19. Jahrhundert | Ohne Anbau, Obergeschoss Fachwerk verschiefert, baugeschichtlich von Bedeutung, auenbildprägend | 08962439 |
| Direkt Bild zu diesem Denkmal hochladen | Wohnhaus (Umgebinde) | Am Oberen Spreelauf 8 (Karte)                                   | Türgewände bezeichnet mit 1852 | Obergeschoss Fachwerk, zweifarbig verschiefert, Zeugnis der Spätphase ländlicher Holzbauweise, baugeschichtlich und straßenbildprägend von Bedeutung | 08962443 |
| Weitere Bilder                          | Rittergut Oberfriedersdorf (Sachgesamtheit) | Am Pflegeheim 1, 3, 4, 5 (Am Pflegeheim 107e, 109, 111) (Karte) | 19. Jahrhundert | Sachgesamtheit Rittergut Oberfriedersdorf mit folgenden Einzeldenkmalen: Herrenhaus (Am Pflegeheim 4), zwei nördliche Wirtschaftsgebäude (Am Pflegeheim 1 und Hauptstraße 111), ein westliches Wirtschaftsgebäude (Hauptstraße 109), zwei südliche Wirtschaftsgebäude (Am Pflegeheim 3 als Orangerie und 5), südliche Scheune, Reste der Einfriedungsmauer, drei Toreinfahrten, sieben kugelbekrönte Torpfeiler und zwei Sandsteinbänke mit bekröntem Pfeiler nördlich und südlich des Schlosses (siehe Einzeldenkmal 08962499), der Gutspark und die südliche Lindenallee als Gartendenkmal; baugeschichtlich, ortsgeschichtlich und landschaftsgestaltend von Bedeutung [Störelemente: Wohnhaus Nr. 1a mit Anbau und winkelförmiges Gebäude auf dem Hof] | 09303246 |
| Weitere Bilder                          | Herrenhaus (Am Pflegeheim 4), zwei nördliche Wirtschaftsgebäude (Am Pflegeheim 1 und Hauptstraße 111), ein westliches Wirtschaftsgebäude (Hauptstraße 109), zwei südliche Wirtschaftsgebäude (Am Pflegeheim 3 als Orangerie und 5), südliche Scheune, Reste der Einfriedungsmauer, drei Toreinfahrten, sieben kugelbekrönte Torpfeiler und zwei Sandsteinbänke mit bekröntem Pfeiler nördlich und südlich des Schlosses (Einzeldenkmale zu ID-Nr. 09303246) | Am Pflegeheim 1, 3, 4, 5 (Am Pflegeheim 107e; 109; 111) (Karte) | Um 1750 (Wirtschaftsgebäude Am Pflegeheim 1); Kartusche in der Mittelachse bezeichnet mit 1887 (Herrenhaus); 19. Jahrhundert (Gutsscheune, südliches Wirtschaftsgebäude Am Pflegeheim 3, Am Pflegeheim 5) | Einzeldenkmale der Sachgesamtheit Rittergut Oberfriedersdorf; baugeschichtlich und ortsgeschichtlich von Bedeutung | 08962499 |
| Weitere Bilder                          | Forsthaus Friedersdorf | Am Pflegeheim 2 (Karte)                                         | Tafel auf Giebelseite bezeichnet mit 1908, Kern älter | Gebäude über winkligem Grundriss mit Ecktürmchen und hölzernem Balkon, baugeschichtlich und ortsgeschichtlich von Bedeutung, früher Mühle | 08962566 |
| Direkt Bild zu diesem Denkmal hochladen | Wohnhaus (Umgebinde) | Dorfstraße 1 (Karte)                                            | Um 1850 | Eingeschossig, Giebel verschiefert, baugeschichtlich und sozialgeschichtlich von Bedeutung | 08962437 |
| Direkt Bild zu diesem Denkmal hochladen | Wohnhaus und Scheune | Dorfstraße 3 (Karte)                                            | Türgewände bezeichnet mit 1813 | Wohnhaus Obergeschoss Fachwerk verschiefert, baugeschichtlich und wirtschaftsgeschichtlich von Bedeutung | 08962438 |
|                                         | Wohnhaus (Umgebinde) | Dorfstraße 4 (Karte)                                            | Türgewände bezeichnet mit 1835 | Doppelstubenhaus, Obergeschoss Fachwerk verschiefert, baugeschichtlich von Bedeutung | 08962436 |
| Direkt Bild zu diesem Denkmal hochladen | Wohnhaus | Dorfstraße 11 (Karte)                                           | 1. Hälfte 19. Jahrhundert | Obergeschoss Fachwerk verschiefert, baugeschichtlich von Bedeutung | 08962440 |
| Direkt Bild zu diesem Denkmal hochladen | Wohnhaus | Dorfstraße 16 (Karte)                                           | Türgewände bezeichnet mit 1803 | Ehemals Umgebindehaus, Obergeschoss Fachwerk, mit schönem Portal, baugeschichtlich von Bedeutung | 08962450 |
| Direkt Bild zu diesem Denkmal hochladen | Denkmal für die Gefallenen des Ersten Weltkrieges und Gedenkstein des Königlich-Sächsischen Militärvereins | Dorfstraße 16 (neben) (Karte)                                   | Nach 1918 | Ortsgeschichtlich von Bedeutung | 08962451 |
| Direkt Bild zu diesem Denkmal hochladen | Wohnstallhaus (Umgebinde) | Dorfstraße 19 (Karte)                                           | Türgewände bezeichnet mit 1818 | Obergeschoss Fachwerk, baugeschichtlich von Bedeutung | 08962452 |
| Direkt Bild zu diesem Denkmal hochladen | Wohnhaus mit nach vorn angebauter Schmiede | Dorfstraße 26 (Karte)                                           | 1. Hälfte 19. Jahrhundert | Wohnhaus langgestreckt mit Wirtschaftsteil, Obergeschoss Fachwerk, baugeschichtlich und ortsgeschichtlich von Bedeutung | 08962479 |
| Direkt Bild zu diesem Denkmal hochladen | Wohnhaus (Umgebinde) | Dorfstraße 28 (Karte)                                           | Nach 1840 | Obergeschoss Fachwerk, baugeschichtlich von Bedeutung | 08962478 |
| Direkt Bild zu diesem Denkmal hochladen | Wohnhaus (Umgebinde) | Dorfstraße 29 (Karte)                                           | 19. Jahrhundert | Obergeschoss zum Teil Fachwerk verbrettert, Giebel verbrettert, baugeschichtlich und straßenbildprägend von Bedeutung | 09303704 |
| Direkt Bild zu diesem Denkmal hochladen | Wohnhaus (Umgebinde) | Dorfstraße 34 (Karte)                                           | 1. Hälfte 19. Jahrhundert | Eingeschossig, baugeschichtlich und sozialgeschichtlich von Bedeutung | 09303705 |
|                                         | Wohnhaus (Umgebinde) | Dorfstraße 37 (Karte)                                           | Um 1850 | Doppelstubenhaus, Obergeschoss Fachwerk, Giebel verkleidet, baugeschichtlich von Bedeutung | 08962475 |
| Direkt Bild zu diesem Denkmal hochladen | Wohnhaus (Umgebinde) | Dorfstraße 49 (Karte)                                           | Um 1850 | Doppelstubenhaus, Obergeschoss Fachwerk, baugeschichtlich und straßenbildprägend von Bedeutung | 08962488 |
| Direkt Bild zu diesem Denkmal hochladen | Wohnhaus (Umgebinde) | Dorfstraße 52 (Karte)                                           | Türstock bezeichnet mit 1816 | Doppelstubenhaus, Obergeschoss Fachwerk verbrettert, baugeschichtlich von Bedeutung | 08962484 |
| Direkt Bild zu diesem Denkmal hochladen | Wohnhaus (Umgebinde) | Dorfstraße 57 (Karte)                                           | 1. Hälfte 19. Jahrhundert | Eingeschossig, baugeschichtlich und sozialgeschichtlich von Bedeutung | 08962496 |
| Direkt Bild zu diesem Denkmal hochladen | Inschrifttafel über dem Eingang des ersten Armenhauses | Dorfstraße 73 (Karte)                                           | Bezeichnet mit 1785 | Stifter-Tafel aus Sandstein mit Inschrift und Girlande, ortsgeschichtlich von Bedeutung | 08962511 |
| Direkt Bild zu diesem Denkmal hochladen | Wohnhaus (Umgebinde) | Dorfstraße 76 (Karte)                                           | 19. Jahrhundert | Obergeschoss Fachwerk verschalt, in ursprünglicher Konstruktion erhalten, baugeschichtlich von Bedeutung | 08962489 |
| Direkt Bild zu diesem Denkmal hochladen | Wohnhaus (Umgebinde) | Dorfstraße 83 (Karte)                                           | Um 1850 | Eingeschossig, bis ins Detail ursprünglich erhalten, baugeschichtlich und sozialgeschichtlich von Bedeutung | 08962509 |
| Direkt Bild zu diesem Denkmal hochladen | Wohnhaus mit Einfriedung | Dorfstraße 84 (Karte)                                           | 1. Hälfte 19. Jahrhundert | Wohnhaus Obergeschoss und Giebel Fachwerk, verbrettert, Einfriedungspfosten aus Granit, baugeschichtlich von Bedeutung | 08962495 |
| Direkt Bild zu diesem Denkmal hochladen | Wohnhaus eines Bauernhofes | Dorfstraße 110 (Karte)                                          | Um 1910 | Umgebinde, Obergeschoss Fachwerk verbrettert, baugeschichtlicher Wert | 09303953 |
| Direkt Bild zu diesem Denkmal hochladen | Gasthaus Büttnerschänke und Gartenhaus | Dorfstraße 116 (Karte)                                          | Um 1850 | Gasthaus breitgelagertes Gebäude mit Drempel, hölzernes Gartenhäuschen, baugeschichtlich und ortsgeschichtlich von Bedeutung | 08962505 |
| Direkt Bild zu diesem Denkmal hochladen | Wohnhaus (Umgebinde) mit Wirtschaftsteil | Dorfstraße 126 (Karte)                                          | 1. Hälfte 19. Jahrhundert | Eingeschossig, baugeschichtlich von Bedeutung | 08962503 |
| Direkt Bild zu diesem Denkmal hochladen | Wohnhaus, Einfriedung und Gartenlaube | Dürrhennersdorfer Straße 6 (Karte)                              | Um 1850 (Wohnhaus); um 1910 (Einfriedung und Gartenlaube) | Wohnhaus Obergeschoss Fachwerk, zweifarbig verschiefert, hölzernes Eingangshäuschen, Gartenlaube rechts vom Haus hinter der Einfriedung, baugeschichtlich und straßenbildprägend von Bedeutung | 08962165 |
| Direkt Bild zu diesem Denkmal hochladen | Wohnhaus (Umgebinde) | Dürrhennersdorfer Straße 7 (Karte)                              | 1. Hälfte 19. Jahrhundert | Eingeschossig, baugeschichtlich und sozialgeschichtlich von Bedeutung | 09303706 |
| Direkt Bild zu diesem Denkmal hochladen | Wohnhaus (Umgebinde) | Dürrhennersdorfer Straße 9 (Karte)                              | Um 1850 | Eingeschossig, baugeschichtlich und sozialgeschichtlich von Bedeutung | 08962448 |
| Direkt Bild zu diesem Denkmal hochladen | Vierseithof mit Wohnstallhaus (Umgebinde), zwei Seitengebäuden und Scheune | Dürrhennersdorfer Straße 11 (Karte)                             | 1. Hälfte 19. Jahrhundert | Wohnstallhaus Obergeschoss Fachwerk verschiefert, Seitengebäude und Scheune in Holzkonstruktion, baugeschichtlich und wirtschaftsgeschichtlich von Bedeutung | 08962447 |
| Direkt Bild zu diesem Denkmal hochladen | Wohnstallhaus | Ebersbacher Weg 3 (Karte)                                       | Türgewände bezeichnet mit 1838 | Obergeschoss Fachwerk verschiefert, baugeschichtlich von Bedeutung | 08962442 |
| Direkt Bild zu diesem Denkmal hochladen | Wohnhaus (Umgebinde) mit Wirtschaftsteil | Ebersbacher Weg 4 (Karte)                                       | Um 1800 | Eingeschossig, baugeschichtlich und sozialgeschichtlich von Bedeutung | 08962455 |
| Direkt Bild zu diesem Denkmal hochladen | Dreiseithof mit Wohnstallhaus (Umgebinde), Seitengebäude und Scheune | Ebersbacher Weg 10 (Karte)                                      | Türgewände bezeichnet mit 1828 | Wohnstallhaus Obergeschoss Fachwerk, an der Schauseite verschiefert, Seitengebäude und Scheune massiv, baugeschichtlich und wirtschaftsgeschichtlich von Bedeutung | 08962441 |
| Weitere Bilder                          | Gasthaus (Umgebinde) | Grenzschänkstraße 7 (Karte)                                     | Schlussstein Türgewände bezeichnet mit 1768 | Obergeschoss Fachwerk, zweifarbig verschiefert, baugeschichtlich und ortsgeschichtlich von Bedeutung | 08962483 |
| Weitere Bilder                          | Wehr der Spree mit Mühlgrabenschütz und dem gemauerten Mühlgraben sowie allen gemauerten Uferbereichen (Einzeldenkmale zu ID-Nr. 09303949) | Grenzschänkstraße 7 (gegenüber) (Karte)                         | 19. Jahrhundert | Einzeldenkmale der Sachgesamtheit Spreeufer | 09303951 |
| Direkt Bild zu diesem Denkmal hochladen | Dreiseithof mit Wohnstallhaus (Umgebinde), Seitengebäude und Scheune | Hauptstraße 6 (Karte)                                           | 18. Jahrhundert, Nebengebäude später | Wohnstallhaus Obergeschoss Fachwerk, ornamental verschiefert, baugeschichtlich und wirtschaftsgeschichtlich von Bedeutung | 08962464 |
| Direkt Bild zu diesem Denkmal hochladen | Wohnhaus (Umgebinde) | Hauptstraße 8 (Karte)                                           | Um 1850 | Eingeschossig, Fachwerk-Giebel, baugeschichtlich und sozialgeschichtlich von Bedeutung | 08962187 |
|                                         | Kriegerdenkmal für die Gefallenen beider Weltkriege in gärtnerischer Anlage | Hauptstraße 18 (gegenüber) (Karte)                              | Nach 1918 (später überformt) | Granitmauerwerk mit Inschrifttafel, ortsgeschichtlich von Bedeutung | 08962568 |
| Direkt Bild zu diesem Denkmal hochladen | Wohnhaus mit Anbau | Hauptstraße 27 (Karte)                                          | Um 1830 | Beides eingeschossig, Wohnhaus mit großem gebrochenen Dach mit Krüppelwalmen, Anbau gewerblich genutzt, baugeschichtlicher Wert; als Dorfstraße 27 in der ofiiziellen Denkmalliste | 09303952 |
| Direkt Bild zu diesem Denkmal hochladen | Gemeindeamt | Hauptstraße 28 (Karte)                                          | 1938 | Zeittypischer Bau mit Zitaten ländlicher Bauweise (z. B. Hechtgaupe und Giebelverkleidung), baugeschichtlich und ortsgeschichtlich von Bedeutung | 08962491 |
| Direkt Bild zu diesem Denkmal hochladen | Seitengebäude | Hauptstraße 40 (Karte)                                          | Um 1850 | Im Ort singuläres Bruchstein-Stallgebäude mit Drempel und originalem Türblatt, im ursprünglichen Aussehen erhalten, baugeschichtlich von Bedeutung | 08962497 |
| Direkt Bild zu diesem Denkmal hochladen | Denkmal für die Gefallenen des Ersten Weltkrieges | Hauptstraße 58 (gegenüber), Ecke Obere Quiere (Karte)           | Nach 1918 | Ortsgeschichtlich von Bedeutung | 08962493 |
| Direkt Bild zu diesem Denkmal hochladen | Wohnhaus (Umgebinde) | Hauptstraße 74 (Karte)                                          | Um 1850 | Obergeschoss Fachwerk, baugeschichtlich von Bedeutung | 08962501 |
| Direkt Bild zu diesem Denkmal hochladen | Bogenbrücke über die Spree | Hauptstraße 113 (bei) (Karte)                                   | Bezeichnet mit 1836 | Bruchstein, baugeschichtlich und technikgeschichtlich von Bedeutung | 08962567 |
| Direkt Bild zu diesem Denkmal hochladen | Wohnstallhaus und Scheune eines Bauernhofes | Hinterer Dorfweg 2 (Karte)                                      | 1. Hälfte 19. Jahrhundert | Wohnstallhaus Obergeschoss Fachwerk, Scheune Putzbau mit Putzgliederung, baugeschichtlich und wirtschaftsgeschichtlich von Bedeutung | 08962476 |
| Direkt Bild zu diesem Denkmal hochladen | Wohnstallhaus (Umgebinde) eines Bauernhofes | Hinterer Dorfweg 5 (Karte)                                      | 1. Hälfte 19. Jahrhundert | Obergeschoss Fachwerk verkleidet, baugeschichtlich von Bedeutung | 08962485 |
| Direkt Bild zu diesem Denkmal hochladen | Wohnhaus (Umgebinde) und Seitengebäude (ebenfalls Holzkonstruktion) eines kleinen Zweiseithofes | Hinterer Dorfweg 7 (Karte)                                      | 2. Hälfte 19. Jahrhundert, Kern womöglich älter | Wohnhaus mit Fachwerkobergeschoss | 08962486 |
| Direkt Bild zu diesem Denkmal hochladen | Wohnhaus (Umgebinde) | Hinterer Dorfweg 21 (Karte)                                     | laut Auskunft etwa 1847 | Obergeschoss Fachwerk verbrettert, baugeschichtlich von Bedeutung | 08962504 |
| Direkt Bild zu diesem Denkmal hochladen | Pfarrhaus | Kirchgasse 1 (Karte)                                            | laut Auskunft 1801 | Obergeschoss Fachwerk verkleidet, baugeschichtlich und ortsgeschichtlich von Bedeutung | 08962470 |
| Weitere Bilder                          | Dorfkirche und Friedhof Friedersdorf (Sachgesamtheit) | Kirchgasse 2 (Karte)                                            | 1844 | Sachgesamtheit Dorfkirche und Friedhof Friedersdorf mit folgenden Einzeldenkmalen: Kirche, sechs Grabmale an der südöstlichen Kirchenwand, zwei Torsäulen nordwestlich der Kirche, Treppenaufgang mit zwei Pfeilern zum neuen Friedhof, zwei Grufthäuser und Gedenkstein zur Einweihung des Neuen Friedhofs (siehe Einzeldenkmal 08962471 unter gleicher Anschrift) sowie Friedhofsgestaltung (Gartendenkmal); baugeschichtlich und ortsgeschichtlich von Bedeutung | 09303249 |
| Weitere Bilder                          | Kirche, sechs Grabmale an der südöstlichen Kirchenwand, zwei Torsäulen nordwestlich der Kirche, Treppenaufgang mit zwei Pfeilern zum neuen Friedhof, zwei Grufthäuser und Gedenkstein zur Einweihung des Neuen Friedhofs (Einzeldenkmale zu ID-Nr. 09303249) | Kirchgasse 2 (Karte)                                            | 1798–1801, 1867 Turm erneuert (Kirche); 18. und frühes 19. Jahrhundert (an den südöstlichen Kirchen) | Einzeldenkmale der Sachgesamtheit Dorfkirche und Friedhof Friedersdorf; Saalkirche mit Rundbogenfenstern, W-Turm und Epitaphien an der Ostseite, baugeschichtlich und ortsgeschichtlich von Bedeutung | 08962471 |
| Direkt Bild zu diesem Denkmal hochladen | Wohnhaus | Kirchgasse 6 (Karte)                                            | Um 1800 | Obergeschoss Fachwerk verbrettert, baugeschichtlich von Bedeutung | 08962469 |
| Direkt Bild zu diesem Denkmal hochladen | Wohnhaus (Umgebinde) | Kleiner Weg 1 (Karte)                                           | Um 1850 | Eingeschossig, baugeschichtlich und sozialgeschichtlich von Bedeutung | 08962444 |
| Direkt Bild zu diesem Denkmal hochladen | Wohnhaus (Umgebinde) | Kleiner Weg 4 (Karte)                                           | Türgewände bezeichnet mit 1843 | Doppelstubenhaus, Obergeschoss Fachwerk verschiefert, baugeschichtlich von Bedeutung | 08962446 |
| Direkt Bild zu diesem Denkmal hochladen | Wohnhaus (Umgebinde) | Kleiner Weg 5 (Karte)                                           | Um 1850 | Eingeschossig, baugeschichtlich und sozialgeschichtlich von Bedeutung | 08962445 |
| Direkt Bild zu diesem Denkmal hochladen | Wohnhaus (Umgebinde) | Kurze Straße 2 (Karte)                                          | 1. Hälfte 19. Jahrhundert | Eingeschossig, baugeschichtlich und sozialgeschichtlich von Bedeutung | 09303707 |
| Direkt Bild zu diesem Denkmal hochladen | Wohnstallhaus (Umgebinde) | Kurze Straße 8 (Karte)                                          | Kern vor 1800, aber umgebaut | Obergeschoss Fachwerk verschiefert, baugeschichtlich von Bedeutung | 08962472 |
| Direkt Bild zu diesem Denkmal hochladen | Wohnhaus (Umgebinde) und Scheune im Winkel | Kurze Straße 9 (Karte)                                          | 1. Hälfte 19. Jahrhundert | Wohnhaus eingeschossig, baugeschichtlich und sozialgeschichtlich von Bedeutung | 08962473 |
| Direkt Bild zu diesem Denkmal hochladen | Wohnstallhaus (Umgebinde) | Quergasse 2 (Karte)                                             | Um 1850 | Obergeschoss Fachwerk, auf der Giebelseite verschiefert, baugeschichtlich von Bedeutung | 08962430 |
| Direkt Bild zu diesem Denkmal hochladen | Wohnhaus (Umgebinde) mit Vorlaube | Sägemühlstraße 4 (Karte)                                        | Um 1800 | Eingeschossig, baugeschichtlich und sozialgeschichtlich von Bedeutung | 08962460 |
| Direkt Bild zu diesem Denkmal hochladen | Wohnhaus (Umgebinde) | Sägemühlstraße 5 (Karte)                                        | Um 1800 | Eingeschossiges Doppelstubenhaus, baugeschichtlich und sozialgeschichtlich von Bedeutung | 08962457 |
| Direkt Bild zu diesem Denkmal hochladen | Wohnhaus (Umgebinde) | Sägemühlstraße 6 (Karte)                                        | 17. Jahrhundert, laut Auskunft vor 1682 | Doppelstubenhaus, Obergeschoss Fachwerk, ornamental verschiefert, wahrscheinlich zur ältesten noch erhaltenen Generation hiesiger Holzbauweise gehörend, baugeschichtlich und hausgeschichtlich von Bedeutung | 08962462 |
| Direkt Bild zu diesem Denkmal hochladen | Wohnhaus (Umgebinde) | Sägemühlstraße 7 (Karte)                                        | 1782 | Erdgeschoss massiv, Obergeschoss Fachwerk, teils verbrettert, seltene Bauweise, baugeschichtlich und hausgeschichtlich von Bedeutung | 08960703 |
| Direkt Bild zu diesem Denkmal hochladen | Wohnhaus (ehemals Umgebindehaus) | Sägemühlstraße 8 (Karte)                                        | 1. Hälfte 19. Jahrhundert | Obergeschoss Fachwerk, baugeschichtlich von Bedeutung | 08962463 |
| Direkt Bild zu diesem Denkmal hochladen | Wohnhaus (Umgebinde) | Sägemühlstraße 9 (Karte)                                        | Türgewände bezeichnet mit 1812 | Doppelstubenhaus, Obergeschoss Fachwerk, alles verschalt, baugeschichtlich von Bedeutung | 08962454 |
| Direkt Bild zu diesem Denkmal hochladen | Wohnstallhaus (Umgebinde) und Seitengebäude | Sägemühlstraße 10 (Karte)                                       | Türgewände bezeichnet mit 1864 | Wohnstallhaus Obergeschoss Fachwerk ornamental verschiefert, gemäß Auskunft innen bunt bemalte Decke, nach vorn links massiver Anbau, baugeschichtlich und straßenbildprägend von Bedeutung | 08962461 |
| Direkt Bild zu diesem Denkmal hochladen | Wohnhaus (Umgebinde) mit Vorlaube | Sägemühlstraße 12 (Karte)                                       | 18. Jahrhundert | Eingeschossig, baugeschichtlich, hausgeschichtlich und sozialgeschichtlich von Bedeutung | 08962459 |
| Direkt Bild zu diesem Denkmal hochladen | Wohnhaus (Umgebinde) mit Vorlaube und Wirtschaftsteil sowie Brunnen vor dem Haus | Sägemühlstraße 13 (Karte)                                       | 18. Jahrhundert | Eingeschossig mit Drempel, baugeschichtlich, hausgeschichtlich und sozialgeschichtlich von Bedeutung | 08962453 |
| Direkt Bild zu diesem Denkmal hochladen | Wohnhaus (Umgebinde) | Sägemühlstraße 16 (Karte)                                       | Um 1800 | Eingeschossiges Doppelstubenhaus, baugeschichtlich und sozialgeschichtlich von Bedeutung | 08962456 |
| Direkt Bild zu diesem Denkmal hochladen | Wohnhaus (Umgebinde) mit Scheunenanbau | Steinstraße 1 (Karte)                                           | Um 1850 | Eingeschossig, baugeschichtlich und sozialgeschichtlich von Bedeutung | 08962434 |
| Direkt Bild zu diesem Denkmal hochladen | Wohnhaus (Umgebinde) | Steinstraße 2 (Karte)                                           | Um 1850 | Doppelstubenhaus, Obergeschoss Fachwerk verschiefert, baugeschichtlich von Bedeutung | 08962334 |
| Direkt Bild zu diesem Denkmal hochladen | Wohnhaus (Umgebinde) | Steinstraße 5 (Karte)                                           | Um 1850 | Obergeschoss Fachwerk, zum Teil ornamental verschiefert, baugeschichtlich von Bedeutung | 08962449 |
| Weitere Bilder                          | Wohnmühlenhaus mit Technik, davor Granittrog, alte Hofpflasterung mit Granit-Rinnen und Reste des Wasserbaus sowie Steindeckerbrücke vor der Mühle (Henselmühle) | Steinstraße 6 (Karte)                                           | Nach 1840 | Baugeschichtlich, ortsgeschichtlich und technikgeschichtlich von Bedeutung | 08962477 |
| Direkt Bild zu diesem Denkmal hochladen | Wohnhaus (Umgebinde) | Viebig 3 (Karte)                                                | Um 1850 | Eingeschossig, baugeschichtlich und sozialgeschichtlich von Bedeutung | 08962507 |
| Direkt Bild zu diesem Denkmal hochladen | Wohnhaus (Umgebinde) | Viebigweg 1 (Karte)                                             | Um 1850 | Eingeschossiges Doppelstubenhaus, baugeschichtlich und sozialgeschichtlich von Bedeutung | 08962480 |
| Direkt Bild zu diesem Denkmal hochladen | Wohnstallhaus (Umgebinde) | Viebigweg 2 (Karte)                                             | Um 1800, womöglich noch älter | Obergeschoss Fachwerk verbrettert, baugeschichtlich von Bedeutung | 08962482 |
| Direkt Bild zu diesem Denkmal hochladen | Wohnhaus | Viebigweg 5 (Karte)                                             | Um 1850 | Obergeschoss Fachwerk zweifarbig verschiefert, wahrscheinlich ehemaliges Doppelstubenhaus, baugeschichtlich von Bedeutung | 08962481 |

### Streichungen von der Denkmalliste (Friedersdorf)
| Bild                                    | Bezeichnung                               | Lage                         | Datierung                 | Beschreibung | ID       |
| --------------------------------------- | ----------------------------------------- | ---------------------------- | ------------------------- | --- | -------- |
| Direkt Bild zu diesem Denkmal hochladen | Wohnhaus                                  | Am Sportplatz 10 (Karte)     | 1. Hälfte 19. Jahrhundert | Obergeschoss Fachwerk, teils verschiefert, teils verbrettert, Konstruktion erhalten, baugeschichtlich von Bedeutung. 2018 oder 2019 abgerissen.                                 | 08962467 |
| Direkt Bild zu diesem Denkmal hochladen | Wohnstallhaus                             | Ebersbacher Straße 7 (Karte) | Um 1850                   | Obergeschoss und Giebel Fachwerk verschiefert, baugeschichtlich von Bedeutung; nach 2014 von der Denkmalliste gestrichen                                                        | 08962466 |
|                                         | Wohnhaus (Umgebinde)                      | Hauptstraße 1 (Karte)        | 2. Hälfte 19. Jahrhundert | Doppelstubenhaus, Obergeschoss Fachwerk verschiefert, spätes Beispiel regionaltypischer Holzbauweise, baugeschichtlich von Bedeutung; nach 2014 von der Denkmalliste gestrichen | 08962465 |
|                                         | Wohnhaus (Umgebinde)                      | Hauptstraße 2 (Karte)        | 1. Hälfte 19. Jahrhundert | Eingeschossig, baugeschichtlich und sozialgeschichtlich von Bedeutung; nach 2014 von der Denkmalliste gestrichen                                                                | 08962506 |
| Direkt Bild zu diesem Denkmal hochladen | Wohnhaus (Umgebinde)                      | Hauptstraße 7 (Karte)        | Um 1850                   | Doppelstubenhaus, Obergeschoss Fachwerk, zum großen Teil zweifarbig verschiefert, baugeschichtlich und straßenbildprägend von Bedeutung; im Juli 2022 abgerissen                | 08962468 |
| Direkt Bild zu diesem Denkmal hochladen | Schlauchturm                              | Hauptstraße 12 (Karte)       | Um 1900                   | Roter Klinkerturm mit gelben Zierklinkern, baugeschichtlich von Bedeutung; zwischen 2014 und 2016 abgerissen                                                                    | 08962230 |
| Direkt Bild zu diesem Denkmal hochladen | Wohnstallhaus                             | Hauptstraße 52 (Karte)       | 1. Hälfte 19. Jahrhundert | Obergeschoss Fachwerk verbrettert, Zeugnis der alten Ortsstruktur, baugeschichtlich von Bedeutung; zwischen 2008 und 2013 abgerissen                                            | 08962492 |
| Direkt Bild zu diesem Denkmal hochladen | Zweiseithof mit Wohnstallhaus und Scheune | Hinterer Dorfweg 12 (Karte)  | Um 1800                   | Wohnstallhaus Obergeschoss Fachwerk verschiefert, Holzscheune, baugeschichtlich und wirtschaftsgeschichtlich von Bedeutung; nach 2014 von der Denkmalliste gestrichen           | 08962487 |
| Direkt Bild zu diesem Denkmal hochladen | Armenhaus mit Nebengebäude                | Kurze Straße 1 (Karte)       | laut Auskunft 1860        | Breitgelagerter Putzbau mit Drempel, ortsgeschichtlich von Bedeutung. Zwischen 2019 und 2024 aus der Denkmalliste gestrichen.                                                   | 08962474 |

## Tabellenlegende
- Bild: Bild des Kulturdenkmals, ggf. zusätzlich mit einem Link zu weiteren Fotos des Kulturdenkmals im Medienarchiv Wikimedia Commons. Wenn man auf das Kamerasymbol klickt, können Fotos zu Kulturdenkmalen aus dieser Liste hochgeladen werden:
- Bezeichnung: Denkmalgeschützte Objekte und ggf. Bauwerksname des Kulturdenkmals
- Lage: Straßenname und Hausnummer oder Flurstücknummer des Kulturdenkmals. Die Grundsortierung der Liste erfolgt nach dieser Adresse. Der Link (Karte) führt zu verschiedenen Kartendiensten mit der Position des Kulturdenkmals. Fehlt dieser Link, wurden die Koordinaten noch nicht eingetragen. Sind diese bekannt, können sie über ein Tool mit einer Kartenansicht einfach nachgetragen werden. In dieser Kartenansicht sind Kulturdenkmale ohne Koordinaten mit einem roten bzw. orangen Marker dargestellt und können durch Verschieben auf die richtige Position in der Karte mit Koordinaten versehen werden. Kulturdenkmale ohne Bild sind an einem blauen bzw. roten Marker erkennbar.
- Datierung: Baubeginn, Fertigstellung, Datum der Erstnennung oder grobe zeitliche Einordnung entsprechend des Eintrags in der sächsischen Denkmaldatenbank
- Beschreibung: Kurzcharakteristik des Kulturdenkmals entsprechend des Eintrags in der sächsischen Denkmaldatenbank, ggf. ergänzt durch die dort nur selten veröffentlichten Erfassungstexte oder zusätzliche Informationen
- ID: Vom Landesamt für Denkmalpflege Sachsen vergebene, das Kulturdenkmal eindeutig identifizierende Objekt-Nummer. Der Link führt zum PDF-Denkmaldokument des Landesamtes für Denkmalpflege Sachsen. Bei ehemaligen Kulturdenkmalen können die Objektnummern unbekannt sein und deshalb fehlen bzw. die Links von aus der Datenbank entfernten Objektnummern ins Leere führen. Ein ggf. vorhandenes Icon  führt zu den Angaben des Kulturdenkmals bei Wikidata.